# 斎藤吉史
斎藤吉史（さいとう よしふみ、1919年12月1日 - 1991年1月12日）は、日本のジャーナリスト、アジア学者。

## 人物・来歴
島根県益田市出身。東京文理科大学卒。1946年朝日新聞社に入り、アジア総局長、外報部長、論説委員をへて、1980年文教大学教授。「朝日新聞」書評委員を務めた。
1991年1月12日、膵臓癌のため死去。

## 著書
『第三の世界 変貌するインド』東洋経済新報社（1959年）
ASIN B000JAS6FW
『東南アジアの構造』朝日新聞社（1971年）
ASIN B000J9KLKQ
『東南アジア―戦後世界史の焦点』朝日新聞社（1975年）
ASIN B000J9FJ8K
『インドの現代思潮』朝日新聞社（1980年）
ASIN B000J88FE6
『国際史の中の東南アジア』 ティビーエス・ブリタニカ（1980年）
ASIN B000J8701A
『インドの現代政治』朝日新聞社（1988年）
ISBN 978-4022558909
『社説にみる世界と日本』 東洋書店（1988年4月）
ISBN 978-4885950650